# Лихачёв, Михаил Викторович
Мцихаил Викторович Лихачёв (род. 17 мая 1978, Москва) — российский тренер по пляжному футболу, заслуженный тренер России. Главный тренер сборной России, чемпион мира как тренер в 2011, 2013 и 2020 годах.

## Биография
Воспитанник СДЮШОР «Динамо» (Москва), в котором занимался с 1986 по 1995 год; тренер — Константин Крижевский.
В 2000 году закончил Московский педагогический университет (бывший МОПИ им. Н. К. Крупской).
Преподавал на кафедре физического воспитания Московского государственного индустриального университета.
Тренировал команды «Дрим Тим МФТИ» (Москва, 2006), «Строгино» (Москва, 2009).
Работал тренером в студенческой сборной России по пляжному футболу (2006—2007) и ассистентом старшего тренера национальной сборной России по пляжному футболу (2007—2009).
Спортивный директор ПФК «Локомотив» (Москва, 2010).
С 2010 года — старший тренер национальной сборной России по пляжному футболу (до февраля 2011 года — исполняющий обязанности). Является одним из самых титулованных тренеров мирового пляжного футбола. Приводил сборную к победам в Кубке Европы, Евролиге, Европейских играх, Чемпионатах мира ФИФА.
Приказом министра спорта № 71-нг от 24 декабря 2012 г. удостоен почётного звания — Заслуженный тренер России.
В ноябре 2017 года стал главным тренером московского «Спартака». Помог команде завоевать первые в своей истории награды чемпионата России — бронзовые медали. В марте 2019 года приостановил работу в «Спартаке», чтобы сосредоточиться на национальной команде.
На Чемпионате мира 2025 выступил в качестве советника главного тренера сборной Парагвая с согласия Российского футбольного союза, команда не смогла выйти из группы.

## Достижения

### В качестве тренера
Командные
Сборная России по пляжному футболу
- Чемпион мира: (3) 2011, 2013, 2021
- Победитель Евролиги: (5) 2009, 2011, 2013, 2014, 2017
- Обладатель Кубка Европы: (2) 2010, 2012
- Обладатель Межконтинентального кубка: (4) 2011, 2012, 2015 , 2021
- Победитель Европейских игр: 2015
- Серебряный призёр Евролиги: (2) 2012, 2019
- Серебряный призёр Межконтинентального кубка: (3) 2013, 2014, 2018
- Серебряный призёр Всемирных пляжных игр: 2019
- Бронзовый призёр Чемпионата мира: (2) 2015, 2019
- Бронзовый призёр Евролиги: (3) 2010, 2015, 2016
- Бронзовый призёр Межконтинентального кубка: 2016
- Бронзовый призёр Кубка Европы: 2014

Строгино (пляжный футбольный клуб)
- Чемпион России: 2009

Локомотив (пляжный футбольный клуб)
- Чемпион России: 2010

Спартак (пляжный футбольный клуб)
- Бронзовый призёр чемпионата России: 2018

Личные
- Лучший тренер года в пляжном футболе: 2014, 2021 [8]
- Лучший тренер года по версии по версии Федерации спортивных журналистов России (ФСЖР): 2013[9], 2021 [10].

## Государственные награды
- Заслуженный тренер России (2012)